# ツィダンタ1世
ツィダンタ1世（Zidanta I、紀元前16世紀）は、ヒッタイトの大王。

## 経歴
ツィダンタは高位のヒッタイト貴族の一員であり、ハンティリ1世の義理の息子であった。ハンティリは大王ムルシリ1世の義兄弟であったが、ヒッタイト貴族の一部はその即位に不満を抱いており、それに乗じたツィダンタとハンティリは「宮殿に乗り込んで」ムルシリを殺害した。
ハンティリが大王に即位したものの、自分の実の息子ピシェニに王位を継がせようとしたため、ツィダンタはハンティリを殺して自ら大王に即位した。ツィダンタの治世に関する記録は今のところ発見されていない。ツィダンタは王位を狙う実の息子アンムナに殺害された。